# توليدو (أوهايو)
توليدو/طليطلة هي مدينة في ولاية أوهايو في الولايات المتحدة الأمريكية.

## التركيبة السكانية
حدّد مكتب تعداد الولايات المتحدة بيانات التركيبة السكانية لتوليدو في تعداد الولايات المتحدة. في ما يلي، التركيبة السكانية حسب تعدادي 2000 و2010.

### تعداد عام 2000
بلغ عدد سكان توليدو 313,619 نسمة بحسب تعداد عام 2000، وبلغ عدد الأسر 128,925 أسرة وعدد العائلات 77,378 عائلة مقيمة في المدينة. في حين سجلت الكثافة السكانية 1,444.4 نسمة لكل كيلومتر مربع (3,741.0/ميل2). وبلغ عدد الوحدات السكنية 139,871 وحدة بمتوسط كثافة قدره 644.2 لكل كيلومتر مربع (1,668.5/ميل2).
وتوزع التركيب العرقي للمدينة بنسبة 70.23% من البيض و23.55% من الأمريكيين الأفارقة و0.31% من الأمريكيين الأصليين و1.03% من الأمريكيين ذوي الأصول الآسيوية و0.02% من سكان جزر المحيط الهادئ و2.28% من الأعراق الأخرى و2.57% من عرقين مختلطين أو أكثر و5.47% من الهسبانيون أو اللاتينيون من أي عرق.
بلغ عدد الأسر 128,925 أسرة كانت نسبة 33.1% منها لديها أطفال تحت سن الثامنة عشر تعيش معهم، وبلغت نسبة الأزواج القاطنين مع بعضهم البعض 38.2% من أصل المجموع الكلي للأسر، ونسبة 17.2% من الأسر كان لديها معيلات من الإناث دون وجود شريك،  بينما كانت نسبة 4.6% من الأسر لديها معيلون من الذكور دون وجود شريكة وكانت نسبة 40% من غير العائلات. تألفت نسبة 32.8% من أصل جميع الأسر من عدة أفراد يعيشون في نفس المنزل ونسبة 11% كانت تتألف من شخص يعيش بمفرده يبلغ من العمر 65 عاماً أو أكثر. وبلغ متوسط حجم الأسرة المعيشية 2.38، أما متوسط حجم العائلات فبلغ 3.04.
بلغ العمر الوسطي للسكان 33.2 عاماً. وكانت نسبة 26.1% من القاطنين تحت سن الثامنة عشر، وكانت نسبة 10.2% بين الثامنة عشر والرابعة والعشرين عاماً، ونسبة 29.5% كانت واقعةً في الفئة العمرية ما بين الخامسة والعشرين والرابعة والأربعين عاماً، ونسبة 19.6% كانت ما بين الخامسة والأربعين والرابعة والستين، ونسبة 12.4% كانت ضمن فئة الخامسة والستين عاماً فما فوق. يوجد لكل 100 أنثى 92.1 ذكر، ويوجد لكل 100 أنثى في الثامنة عشر من عمرها فما فوق 87.9 ذكر.
بلغ متوسط دخل الأسرة في المدينة 32,546 دولارًا، أما متوسط دخل العائلة فبلغ 41,175 دولارًا. وكان متوسط دخل الذكور 35,407 دولارًا مقابل 25,023 دولارًا للإناث. وسجل دخل الفرد الخاص بالمدينة 17,388 دولارًا. وكانت نسبة 14.2% من العائلات ونسبة 17.9% من السكان تحت خط الفقر، وكان من هؤلاء نسبة 26.1% تحت سن الثامنة عشر ونسبة 10.4% في الخامسة والستين من العمر وما فوق.

### تعداد عام 2010
بلغ عدد سكان توليدو 287,208 نسمة بحسب تعداد عام 2010، وبلغ عدد الأسر 119,730 أسرة وعدد العائلات 68,364 عائلة مقيمة في المدينة. في حين سجلت الكثافة السكانية 1,322.7 نسمة لكل كيلومتر مربع (3,425.8/ميل2). وبلغ عدد الوحدات السكنية 138,039 وحدة بمتوسط كثافة قدره 635.7 لكل كيلومتر مربع (1,646.5/ميل2).
وتوزع التركيب العرقي للمدينة بنسبة 64.83% من البيض و27.18% من الأمريكيين الأفارقة و0.37% من الأمريكيين الأصليين و1.14% من الأمريكيين ذوي الأصول الآسيوية و0.03% من سكان جزر المحيط الهادئ و2.58% من الأعراق الأخرى و3.88% من عرقين مختلطين أو أكثر و7.39% من الهسبانيون أو اللاتينيون من أي عرق.
بلغ عدد الأسر 119,730 أسرة كانت نسبة 30.4% منها لديها أطفال تحت سن الثامنة عشر تعيش معهم، وبلغت نسبة الأزواج القاطنين مع بعضهم البعض 31.6% من أصل المجموع الكلي للأسر، ونسبة 19.9% من الأسر كان لديها معيلات من الإناث دون وجود شريك،  بينما كانت نسبة 5.7% من الأسر لديها معيلون من الذكور دون وجود شريكة وكانت نسبة 42.9% من غير العائلات. تألفت نسبة 34.8% من أصل جميع الأسر من عدة أفراد يعيشون في نفس المنزل ونسبة 10.7% كانت تتألف من شخص يعيش بمفرده يبلغ من العمر 65 عاماً أو أكثر. وبلغ متوسط حجم الأسرة المعيشية 2.33، أما متوسط حجم العائلات فبلغ 3.01.
بلغ العمر الوسطي للسكان 34.2 عاماً. وكانت نسبة 24% من القاطنين تحت سن الثامنة عشر، وكانت نسبة 12.8% بين الثامنة عشر والرابعة والعشرين عاماً، ونسبة 26.3% كانت واقعةً في الفئة العمرية ما بين الخامسة والعشرين والرابعة والأربعين عاماً، ونسبة 24.8% كانت ما بين الخامسة والأربعين والرابعة والستين، ونسبة 12.1% كانت ضمن فئة الخامسة والستين عاماً فما فوق. وتوزع التركيب الجنسي للسكان بنسبة 48.4% ذكور و51.6% إناث.

## المناخ
يظهر الجدول التالي التغييرات المناخية على مدار السنة لتوليدو:
| البيانات المناخية لـتوليدو                                           | البيانات المناخية لـتوليدو | البيانات المناخية لـتوليدو | البيانات المناخية لـتوليدو | البيانات المناخية لـتوليدو | البيانات المناخية لـتوليدو | البيانات المناخية لـتوليدو | البيانات المناخية لـتوليدو | البيانات المناخية لـتوليدو | البيانات المناخية لـتوليدو | البيانات المناخية لـتوليدو | البيانات المناخية لـتوليدو | البيانات المناخية لـتوليدو | البيانات المناخية لـتوليدو |
| الشهر                                                                | يناير                      | فبراير                     | مارس                       | أبريل                      | مايو                       | يونيو                      | يوليو                      | أغسطس                      | سبتمبر                     | أكتوبر                     | نوفمبر                     | ديسمبر                     | المعدل السنوي              |
| -------------------------------------------------------------------- | -------------------------- | -------------------------- | -------------------------- | -------------------------- | -------------------------- | -------------------------- | -------------------------- | -------------------------- | -------------------------- | -------------------------- | -------------------------- | -------------------------- | -------------------------- |
| الدرجة القصوى °ف (°م)                                                | 71 (22)                    | 71 (22)                    | 85 (29)                    | 89 (32)                    | 98 (37)                    | 104 (40)                   | 105 (41)                   | 103 (39)                   | 100 (38)                   | 92 (33)                    | 80 (27)                    | 70 (21)                    | 105 (41)                   |
| الحد الأقصى المتوسط °ف (°م)                                          | 53.1 (11.7)                | 56.9 (13.8)                | 71.5 (21.9)                | 81.2 (27.3)                | 87.0 (30.6)                | 93.4 (34.1)                | 94.3 (34.6)                | 92.2 (33.4)                | 89.4 (31.9)                | 80.9 (27.2)                | 68.8 (20.4)                | 55.9 (13.3)                | 95.8 (35.4)                |
| متوسط درجة الحرارة الكبرى °ف (°م)                                    | 32.6 (0.3)                 | 36.0 (2.2)                 | 46.9 (8.3)                 | 60.1 (15.6)                | 71.0 (21.7)                | 80.7 (27.1)                | 84.5 (29.2)                | 82.2 (27.9)                | 75.4 (24.1)                | 62.8 (17.1)                | 49.7 (9.8)                 | 36.4 (2.4)                 | 60.0 (15.6)                |
| متوسط درجة الحرارة الصغرى °ف (°م)                                    | 18.4 (−7.6)                | 20.6 (−6.3)                | 28.3 (−2.1)                | 38.7 (3.7)                 | 48.5 (9.2)                 | 58.3 (14.6)                | 62.4 (16.9)                | 60.9 (16.1)                | 52.8 (11.6)                | 41.8 (5.4)                 | 33.2 (0.7)                 | 23.1 (−4.9)                | 40.7 (4.8)                 |
| الحد الأدنى المتوسط °ف (°م)                                          | −2.8 (−19.3)               | 1.6 (−16.9)                | 9.7 (−12.4)                | 23.1 (−4.9)                | 34.4 (1.3)                 | 43.7 (6.5)                 | 49.8 (9.9)                 | 48.3 (9.1)                 | 37.3 (2.9)                 | 27.2 (−2.7)                | 17.9 (−7.8)                | 2.7 (−16.3)                | −7 (−22)                   |
| أدنى درجة حرارة °ف (°م)                                              | −20 (−29)                  | −19 (−28)                  | −10 (−23)                  | 8 (−13)                    | 25 (−4)                    | 32 (0)                     | 40 (4)                     | 34 (1)                     | 26 (−3)                    | 15 (−9)                    | 2 (−17)                    | −19 (−28)                  | −20 (−29)                  |
| الهطول إنش (مم)                                                      | 2.05 (52)                  | 2.07 (53)                  | 2.48 (63)                  | 3.19 (81)                  | 3.58 (91)                  | 3.57 (91)                  | 3.23 (82)                  | 3.15 (80)                  | 2.78 (71)                  | 2.60 (66)                  | 2.86 (73)                  | 2.68 (68)                  | 34.24 (870)                |
| متوسط تساقط الثلوج إنش (سم)                                          | 11.6 (29)                  | 9.4 (24)                   | 5.7 (14)                   | 1.3 (3.3)                  | 0.1 (0.25)                 | 0 (0)                      | 0 (0)                      | 0 (0)                      | 0 (0)                      | 0.2 (0.51)                 | 1.9 (4.8)                  | 7.4 (19)                   | 37.6 (96)                  |
| متوسط أيام هطول الأمطار (≥ 0.01 in)                                  | 12.7                       | 10.2                       | 11.8                       | 12.0                       | 12.0                       | 10.2                       | 9.8                        | 9.2                        | 9.7                        | 10.0                       | 11.4                       | 13.1                       | 132.1                      |
| متوسط الأيام المثلجة (≥ 0.1 in)                                      | 9.3                        | 7.3                        | 4.9                        | 1.4                        | 0.1                        | 0                          | 0                          | 0                          | 0                          | 0.2                        | 2.3                        | 7.9                        | 33.4                       |
| متوسط الرطوبة النسبية (%)                                            | 74.2                       | 72.9                       | 70.5                       | 66.2                       | 66.3                       | 69.0                       | 71.8                       | 75.6                       | 76.2                       | 72.5                       | 75.6                       | 78.6                       | 72.4                       |
| ساعات سطوع الشمس الشهرية                                             | 126.0                      | 142.2                      | 183.7                      | 213.7                      | 265.9                      | 288.2                      | 299.3                      | 263.7                      | 220.3                      | 180.4                      | 106.5                      | 90.2                       | 2٬380٫1                    |
| نسبة وصول أشعة الشمس                                                 | 43                         | 48                         | 50                         | 53                         | 59                         | 63                         | 65                         | 62                         | 59                         | 52                         | 36                         | 32                         | 53                         |
| متوسط مؤشر الأشعة فوق البنفسجية                                      | 1                          | 2                          | 4                          | 6                          | 7                          | 9                          | 9                          | 8                          | 6                          | 4                          | 2                          | 1                          | 5                          |
| المصدر: NOAA (relative humidity and sun 1961−1990) and Weather Atlas |                            |                            |                            |                            |                            |                            |                            |                            |                            |                            |                            |                            |                            |

## توأمة
لتوليدو (أوهايو) اتفاقيات توأمة مع كل من:
- بوزنان
- طليطلة
- إيبرسفيلده
- لوندرينا
- سيجد (1990 - )
- تويوهاشي
- تشنهوانغداو

## أعلام
- اليسون ستونر
- كيتي هولمز
- غلوريا ستاينم
- آرثر هاسي
- هوارد كوميفيس
- دونالد هارفي
- لي ريتشموند
- كاندي كامينغز
- ليمان سبيتزر
- أرت تاتوم